# 861. grenadirski polk (Wehrmacht)
861. grenadirski polk (izvirno nemško 861. Grenadier-Regiment; kratica 861. GR) je bil pehotni polk Heera v času druge svetovne vojne.

## Zgodovina
Polk je bil ustanovljen 19. novembra 1942 za potrebe 347. pehotne divizije.
Pozneje je bil preimenovan v 861. trdnjavski grenadirski polk. 